# アロー航空
アロー航空（-こうくう)は、かつてアメリカ合衆国フロリダ州マイアミのマイアミ国際空港を本拠地としていた貨物航空会社・チャーター便運航会社である。アメリカ国内・カナダ及び中南米路線を運航していたが、2010年7月1日に2度目となる連邦倒産法第11章の適用を申請、倒産した。

## 歴史
1947年、貨物専用航空会社として設立された。以降長く貨物専用航空会社として運航していたが、時にはアメリカ軍兵士の輸送も担当した。そのため、日本の横田基地へも飛来経験がある。

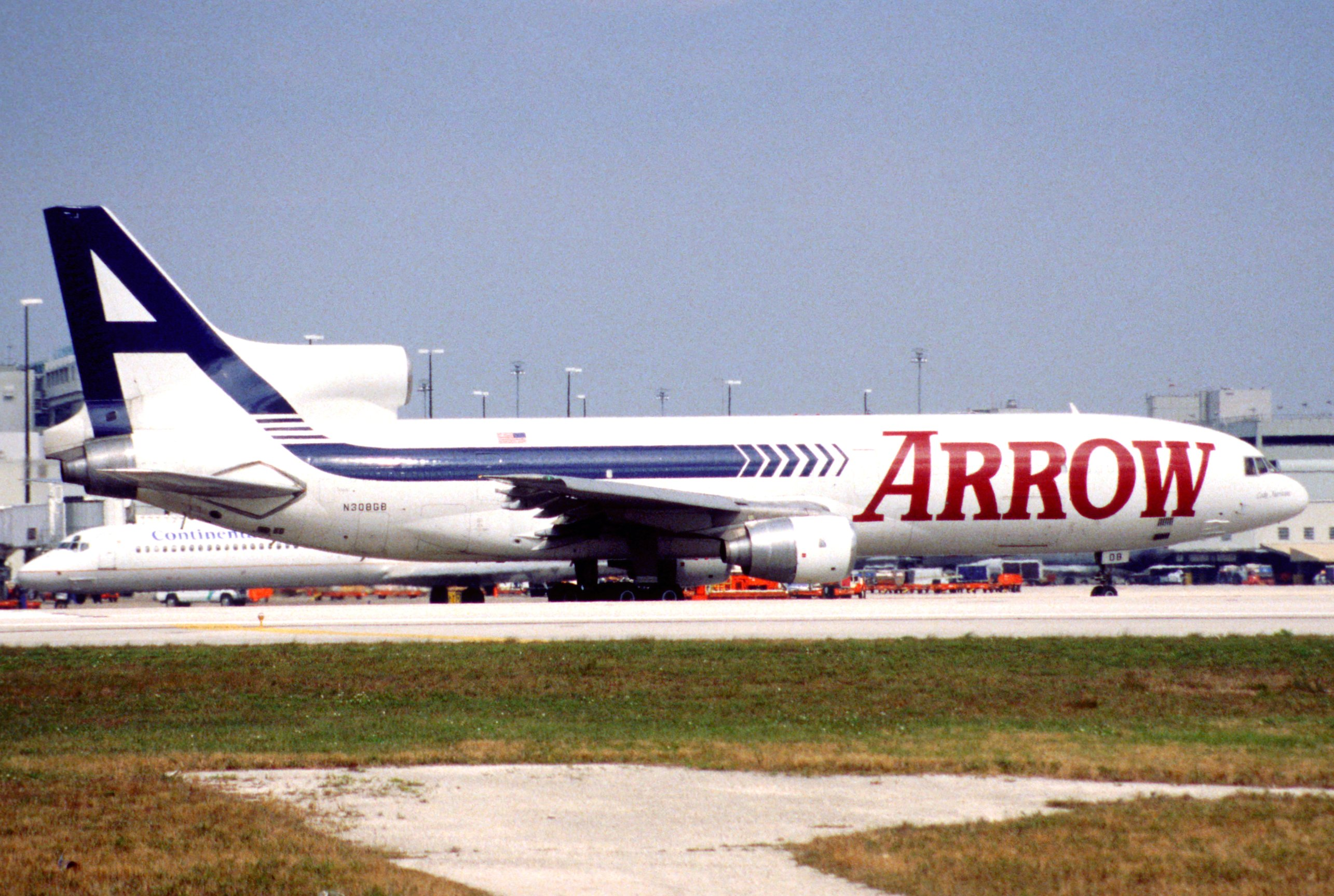
ロッキードL-1011-200F

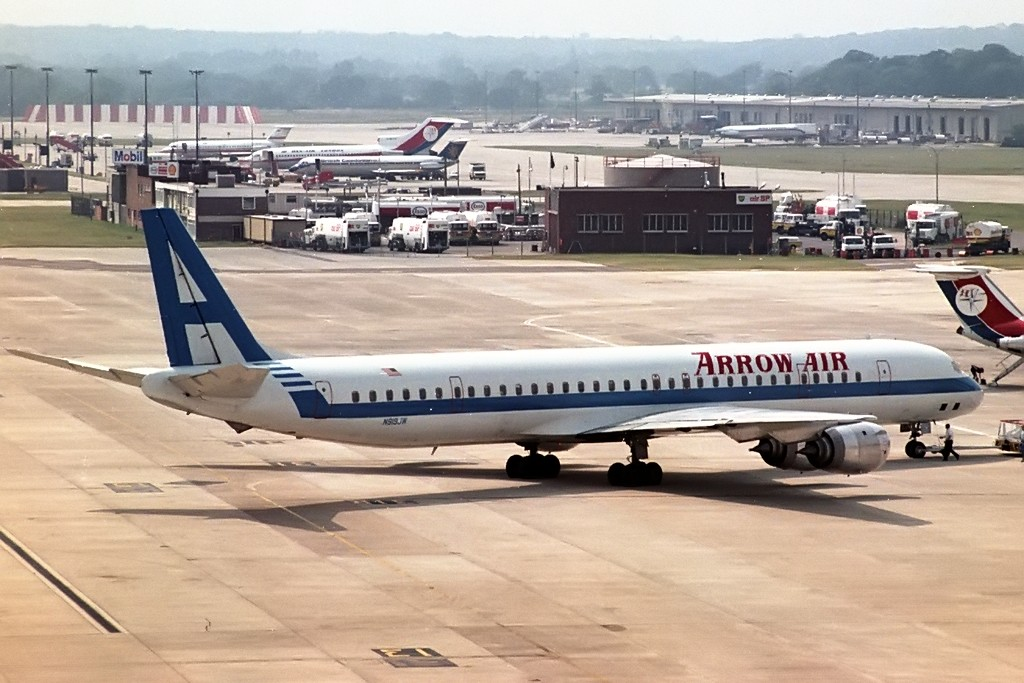
ダグラスDC-8-73CF

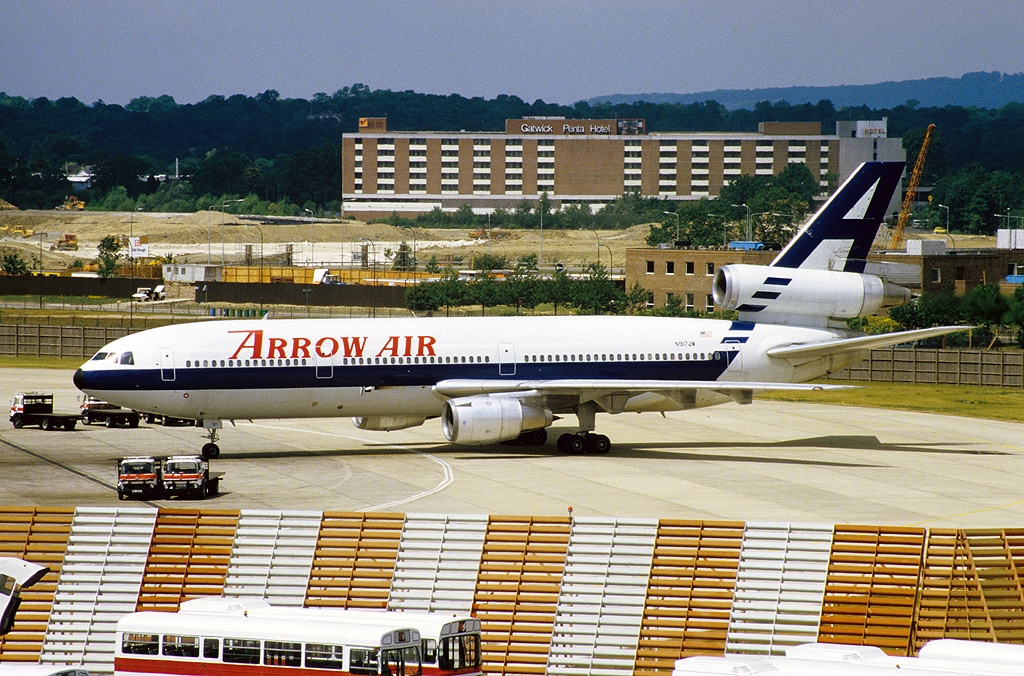
マクドネル・ダグラスDC-10-10

また、1970年代から1986年にかけて定期旅客便も運航していた。機材にはロッキード L-1011 トライスターやマクドネル・ダグラス DC-10、ダグラス DC-8などを使用し、ニューヨークのジョン・F・ケネディ国際空港およびプエルトリコのルイス・ムニョス・マリン国際空港を拠点として運航していたが1986年には運航を停止し、以降は貨物便専門の会社に戻った。

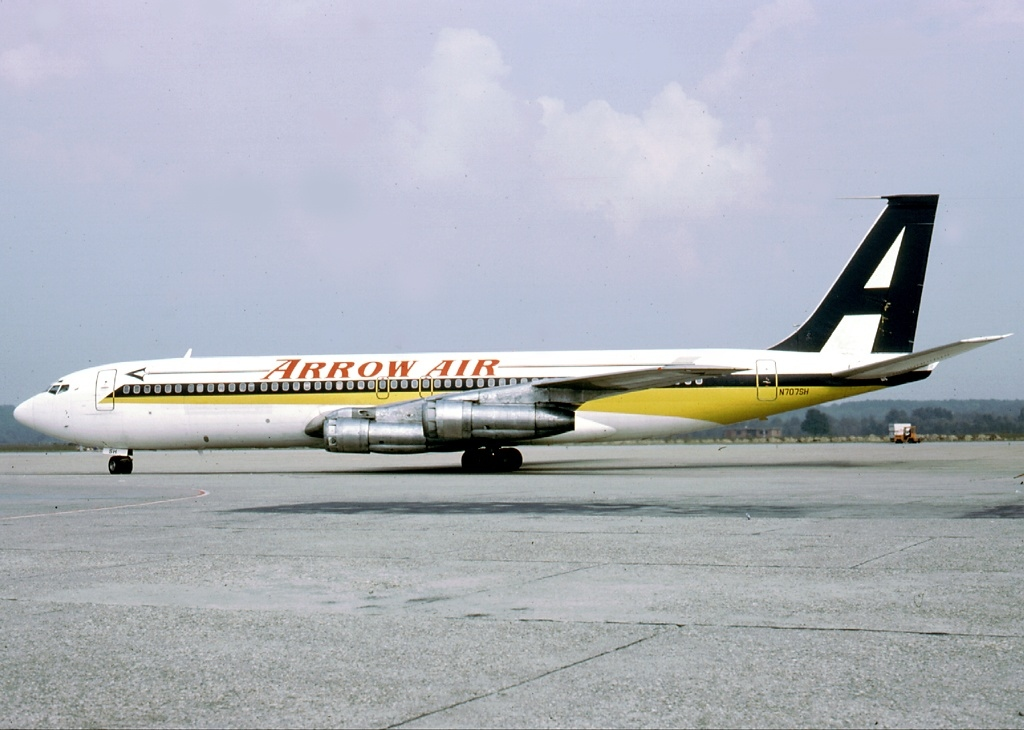
ボーイング707-324C

同時期にはミッドパシフィックエアに乗務員込みでボーイング707型機をリースし、「ミッドパシフィック・アロー」のブランド名で、ホノルル国際空港とパゴパゴ国際空港や、アメリカ合衆国本土西海岸のバーバンク空港やジョン・ウェイン空港等との間でも広範囲に定期便サービスを展開していた。

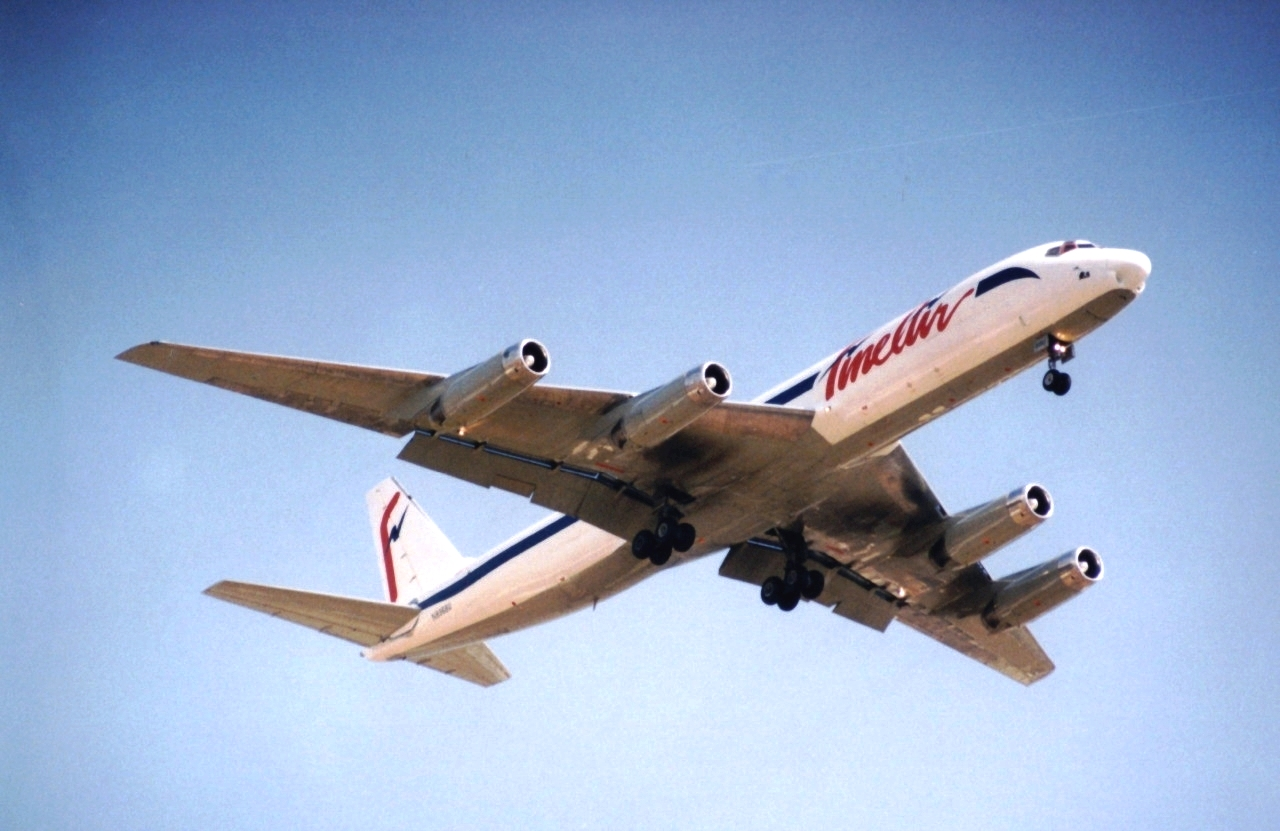
ファイン航空のダグラスDC-8-62F

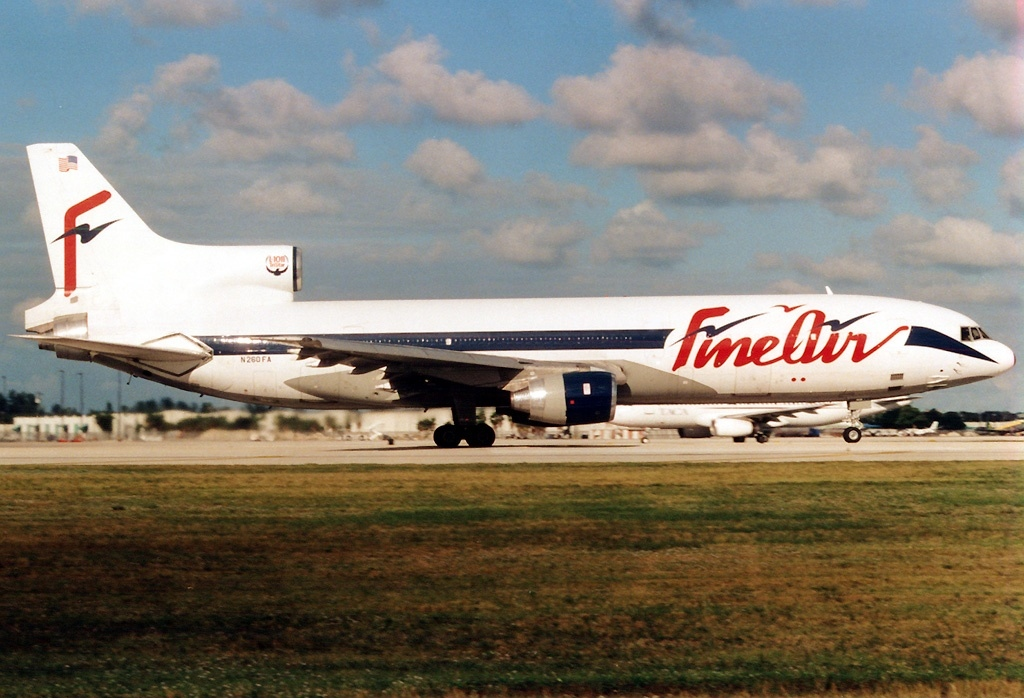
ファイン航空のロッキードL-1011

1999年に、同じ貨物航空会社のファイン・エアにより子会社とされるが、2000年にはそのファイン・エアが倒産してしまう。アロー航空、ファイン・エアともに運航を継続していたものの、アロー航空も2004年に倒産してしまった。その後連邦倒産法第11章を適用し、経営再建に取り組んでいたものの状況は好転せず、2010年6月29日にすべての便の運航を中止し、同年7月1日には2度目となる連邦倒産法第11章の適用を受け、倒産し、会社は清算された。

## 保有機材

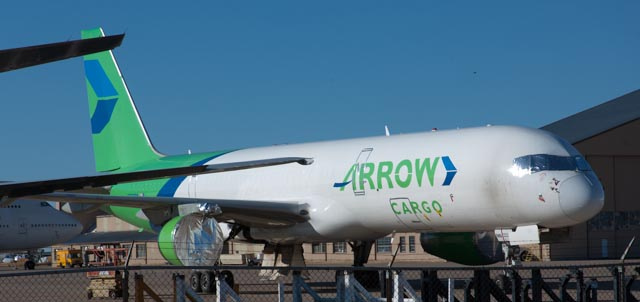
ボーイング757

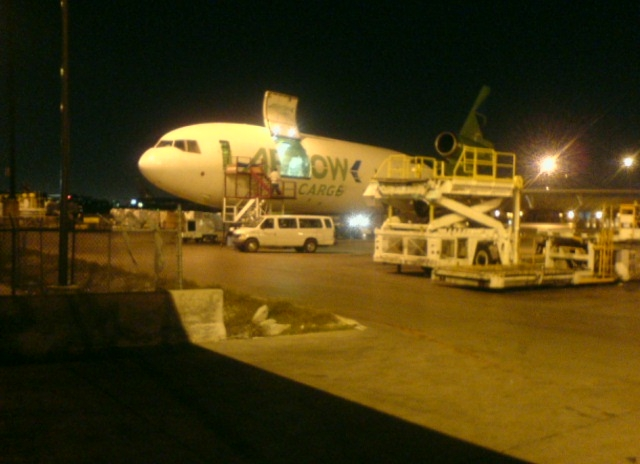
マクドネル・ダグラスDC-10F

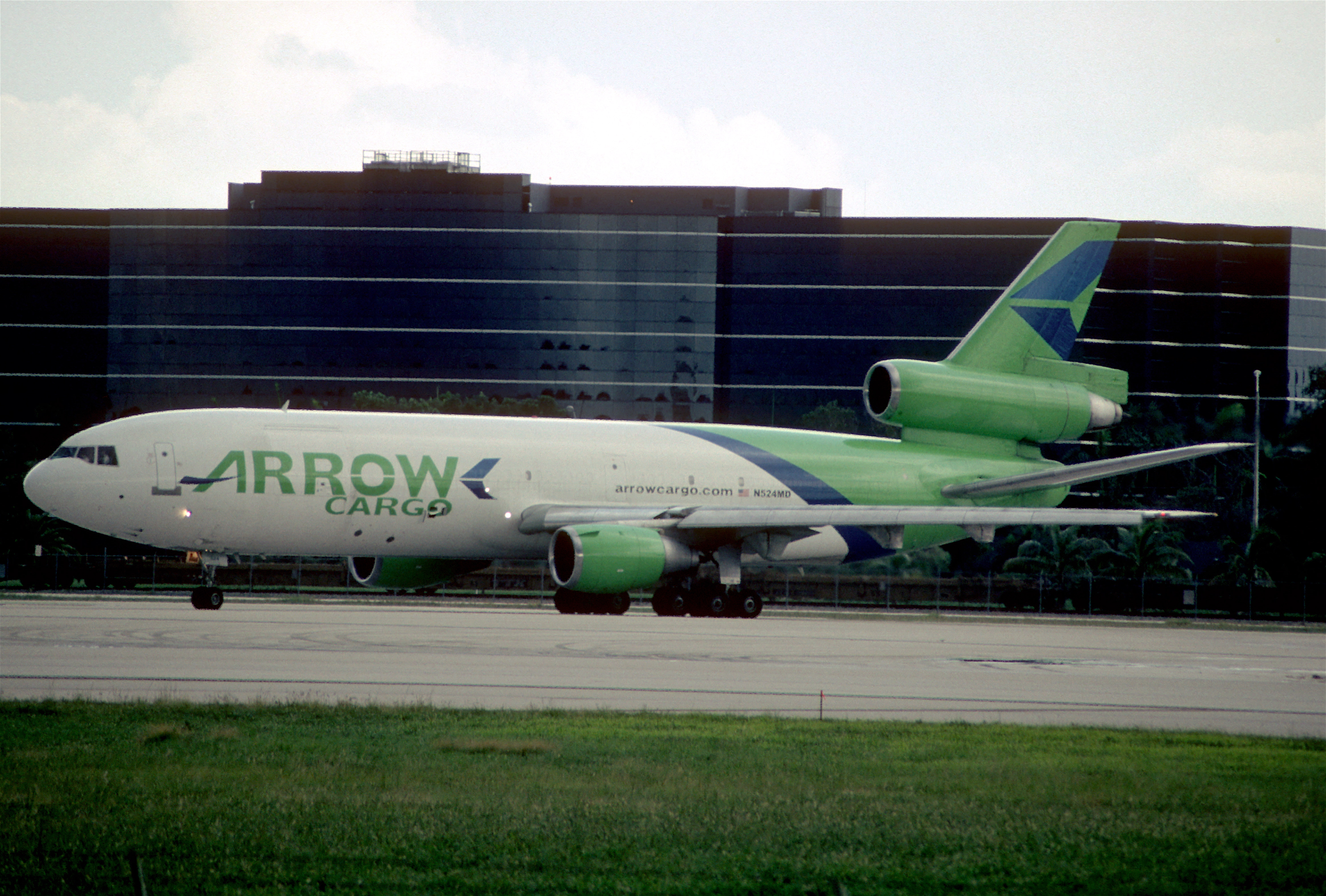
マクドネル・ダグラスDC-10-30F

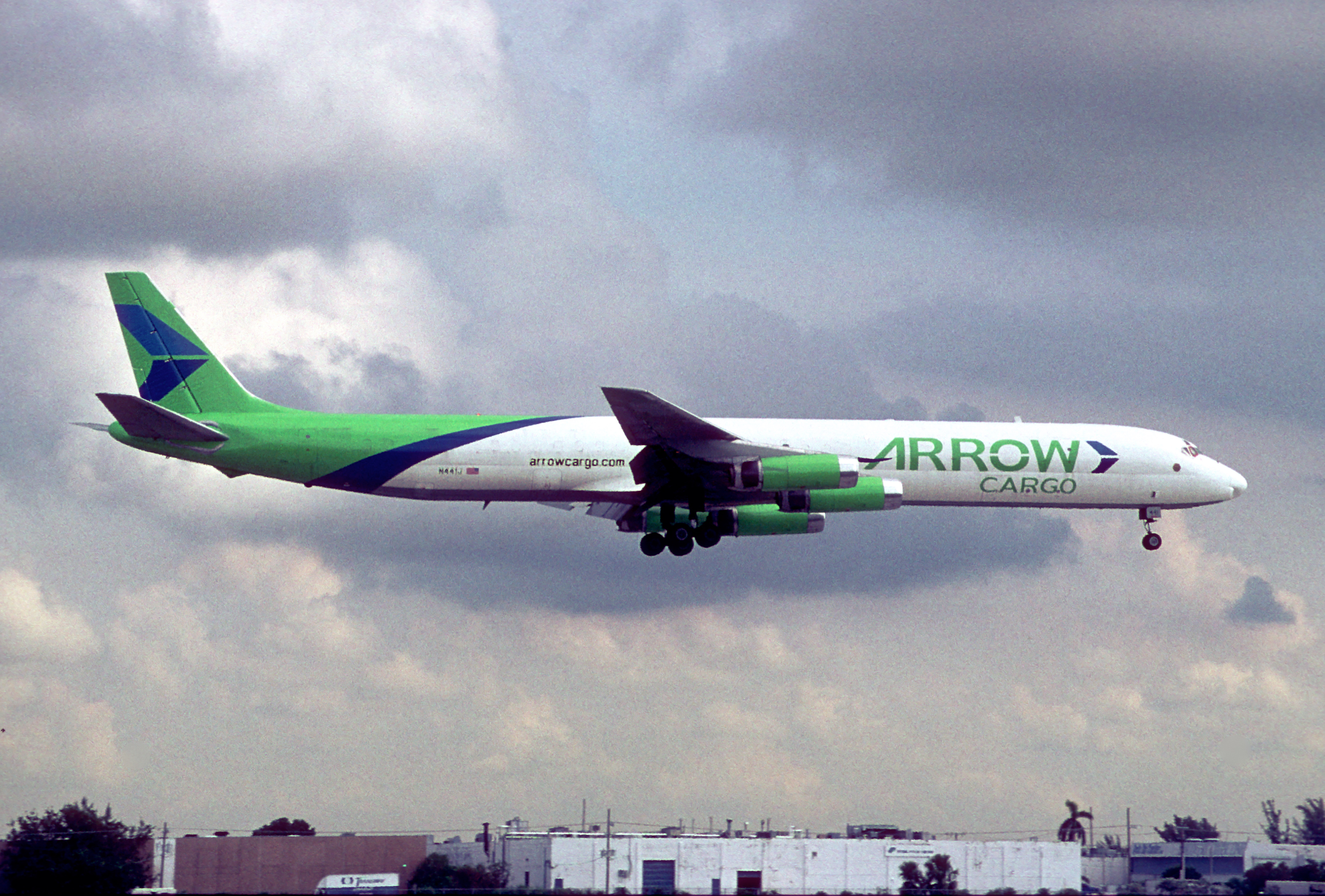
ダグラスDC-8-63F

2008年2月現在の保有機材は以下の通り。
- DC-10-40F　1機
- DC-10-30F　4機
- DC-10-10F　1機
- DC-8-62　1機
- DC-8-63CF　1機

## 事故
アロー航空は過去に3件の事故を起こしている。うち人身事故は1件だが、その1件が非常に大規模なものであった。

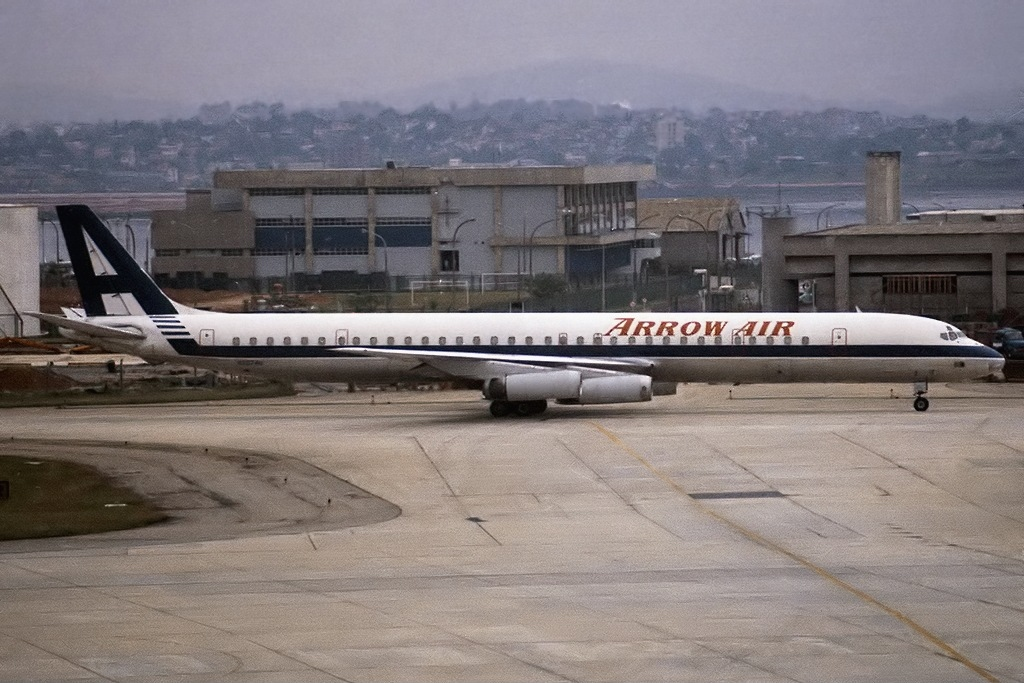
アロー航空1285便墜落事故の同型機

- 1985年12月12日、米軍の人員輸送のためにチャーターされたDC-8型機がニューファンドランド・ラブラドール州で墜落、乗客248人と乗員8人の合わせて256人全員が死亡した。この便はクリスマス休暇のためにチャーターされた便であった。この事故が旅客事業からの撤退につながった。
- 2002年12月13日、横田基地からシンガポール・チャンギ空港へ向かっていたDC-8型機が、機長と操縦士のコミュニケーション不足によりチャンギ空港の滑走路を300mオーバーランした。
- 2006年6月4日、マイアミからニカラグアのマナグアへ向かっていたDC-10型機がマナグア空港で300mオーバーラン、ノーズギアが破損した。

## 目的地
2005年現在の就航地は以下の通りである。
- アメリカ合衆国
  - アトランタ、マイアミ

- 国際線

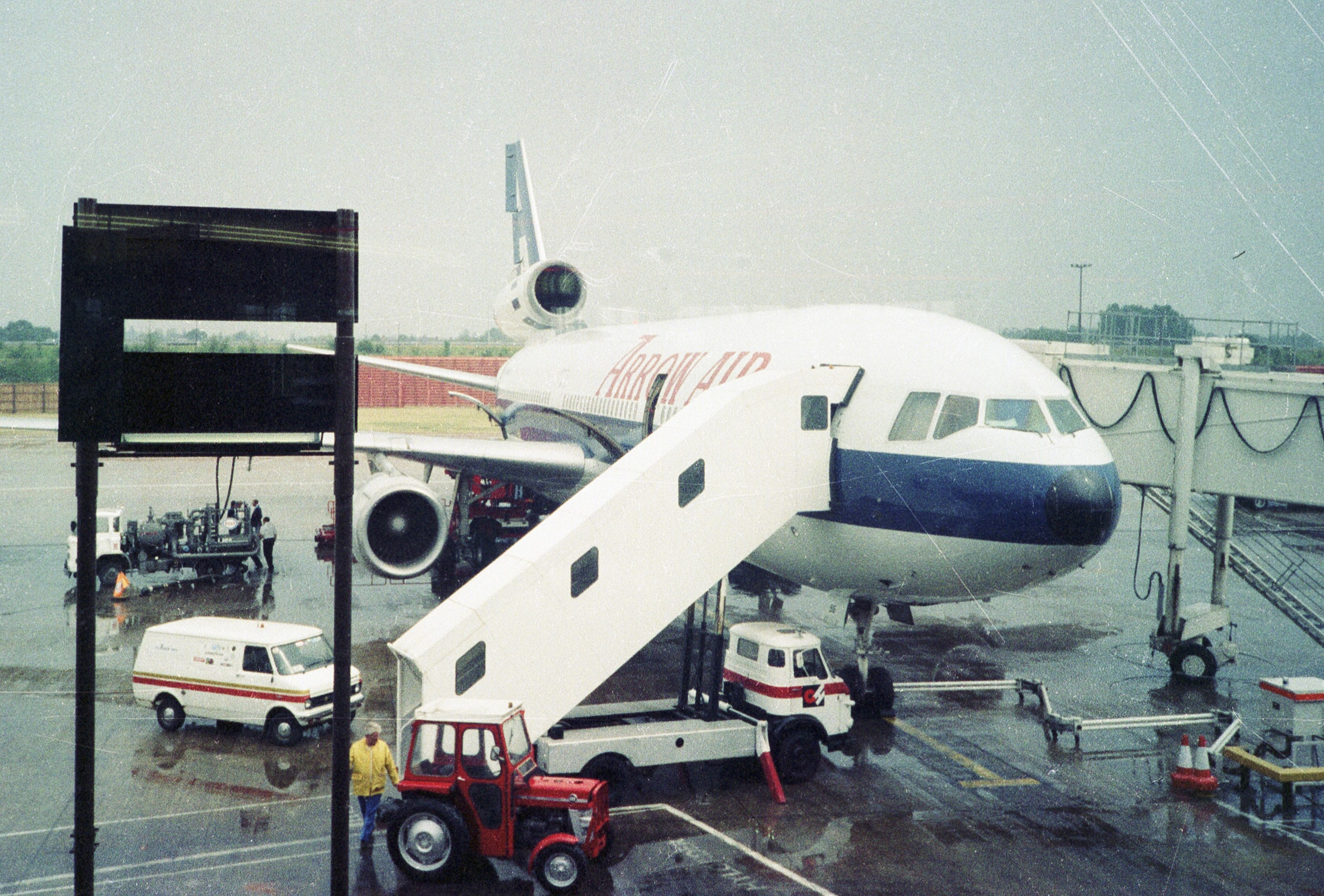
ロンドン・ガトウィック空港で撮影されたDC-10

イキトス(IQT)、ボゴタ(BOG)、リマ(LIM)、パナマシティ(PTY)、サンホセ(SJO)、サンフアン(SJU)、サントドミンゴ(SDQ)、サンティアゴ・デ・ロス・カバリェロス（Santiago de los Caballeros）(STI)、ポルトープランス

アロー航空DBAの就航地は以下の通りである。
- カナダ
  - ウインザー
- 中米
  - グアテマラシティ、エルサルバドル、サンペドロスラ（San Pedro Sula）、マナグア、サンホセ（コスタリカ）、パナマシティ。
- 南米
  - ボゴタ、カリ、シウダー・デル・エステ、グアヤキル、イキトス、リマ、マナウス、キト、サルヴァドール、サンティアゴ（チリ）、サンパウロ。